# Nyslotts ortodoxa kyrka
Nyslotts ortodoxa kyrka (finska: Savonlinnan ortodoksinen kirkko) är en ortodox kyrka i Nyslott i Finland. Kyrkan är belägen i stadsdelen Talvisalo och tillhör Varkaus ortodoxa församling. Kyrkobyggnaden är ritad av arkitekten Ilmari Ahonen och den fullbordades år 1959. Först var kyrkan bara ett bönehus men det konsekrerades till kyrka den 5 september 2009.